# Съветски партизани
Съветските партизани са въоръжени отряди от граждани – доброволци или насилствено мобилизирани, партийни активисти, агенти на тайната полиция и военнослужещи на СССР, които от 22 юни 1941 г. (началото на Операция „Барбароса“) до 29 август 1944 г. (края на операция „Багратион“, която завършва с прогонването на Вермахта от Беларуска ССР, където са основните съветски партизански сили, и навлизането на Червената армия в Полша) водят партизанска война срещу Вермахта, на окупираната европейска територия на СССР, но също така воюват срещу протиковокомунистическите народоосвободителни организации като УПА и Армия Крайова.

## История на партизанското движение
Нападението на Третия Райх срещу СССР на 22 юни 1941 г. достига абсолютна внезапност на всички равнища – стратегическо, оперативно и тактическо. Пограничните отбранителни боеве на частите и съединенията на Червената армия не са съгласувани по време и място в единен план. Първият стратегически ешелон, разположен по западната държавна граница на СССР, е разгромен. Само за няколко месеца Червената армия губи 2 630 067 убити и пленени войници и офицери, и още 1 145 000 ранени. Германските войски нахлуват на 850 – 1200 км в територията на СССР.
Фронтът се движи стремително на изток, понякога с до 70 км на ден. Много групи и отряди от разбитите части, и съединения не успяват да го догонят и да се присъединят към основните сили на Червената армия. Войниците и офицерите, действали на територията на чужди републики или области, където са чужди на местното население идеологически и национално, а то е неутрално или враждебно настроено към тях, не желаейки да се предадат в плен, се обединяват във въоръжени групи, изземващи от селяните дрехи, храна и инструменти за изграждане на землянки, и лагери в горите, и блатата. Старшите офицери и подофицери организират хората в групи, и отряди, и започват партизанска война срещу окупаторите.
Съветското ръководство приветства стихийното, непланирано формиране на първите партизански отряди и започва да организира планомерна партизанска война в тила на германската армия.
Основните задачи на съветските партизани са формулирани в Директивата на СНК на СССР и на Централния комитет на ВКП(б) от 29 юни 1941 г. и Постановлението на Централния комитет на ВКП(б) от 18 юли 1941 г. За организацията на борбата в тила на германските войски. Приоритетните направления за борбата в тила на врага са разпоредени със заповед на Народния комисар на отбраната Йосиф Сталин от 5 септември 1942 г. За задачите на партизанското движение.
Особено значение за разгръщането на партизанското движение в СССР има 4-то управление на НКВД, под ръководството на Павел Судоплатов. В негово лично подчинение се намира Отделната мотострелкова бригада на НКВД на СССР с особено назначение (съкратено Осназ, да не се бърка със Спецназ). От нейния състав се формират множество диверсионно-разузнавателни отряди, които се прехвърлят в тила на врага. Там те обединяват около себе си остатъци от разбитите воински части и привличат избягали от немските военнопленнически лагери червеноармейци, произлизащи от републики, различни от тази, където са пленени, и бойци от местното население, като разгръщат големи партизански отряди.
Важен първоначален тласък за разрастването на партизанското движение има заповедта на Сталин от 17 ноември 1941 година, изискваща всички окупирани селища на между 40 и 60 километра от фронтовата линия и 20 и 30 километра от двете страни на пътищата, където се намират вражеските войски, да се изгарят и разрушават с помощта на авиация, артилерия и отряди от разузнавачи, скиори и партизани, снабдени с бутилки със запалителна смес, мнозинството от чиито бойци е трябвало да се облекат в трофейни униформи на Вермахта и Вафен СС, като задължително е трябвало да оставят живи свидетели на „фашистките наказателни операции“, с цел насаждане на омраза и желание за отмъщение към врага. Със същата цел се извършват и провокации към германците, които да ги подтикнат да осъществят масови зверства над местното население. Но въпреки това през 1941 г. от 90 хиляди партизани, 77 939 са агенти и офицери на тайната полиция НКВД, а сред командирите има и партийни функционери от различен мащаб, за които няма друга възможност да спасят живота си като партизаните от местното население са максимум между 10 и 15 хиляди души, и са десетки пъти по-малко от членовете на колаборационистките формирования. Впоследствие тези отряди поради слабата поддръжка от страна на населението, страдало десетилетия наред от съветския тоталитарен режим, до голяма степен са унищожени през следващите месеци, въпреки че едва през юни 1942 г. са проведени първите относително големи противопартизански операции – например в Ленинградска област до 7 февруари 1942 от 287 подготвени от НКВД отряди с обща численост 11 733 души остават само 60 с 1965 души – около 16,75% от партизаните, в Украинска ССР – където партизанските отряди са се създавали от жители на руските и еврейските по преобладаващо население градове в източната част на страната, като през 1941 г. в Централна Украйна партизаните не са имали дори невъоръжени помощници от местното население, а един от двата местни отряда, създадени в УССР – Никополския, основно е бил съставен от червеноармейци, набрани в Москва и прехвърлени за водене на партизанска война в района, а по-голямата част от командващите ги партийни функционери също са били набрани в Москва, от прехвърлените и оставените в немския тил 778 партизански отряда и 622 диверсионни групи с 28 753 души, към 25 август 1942 са действащи само 22 отряда с 3310 партизани, в Беларусия до януари 1942 г. от 437 групи и отряди, прехвърлени в немския тил, прекратяват съществуването си 412 – 95%, а през зимата на 1941 – 1942 г. почти всички големи отряди с по неколкостотин души са унищожени или се разпадат на отделни групи, като до средата на 1942 г. броят на партизаните спада до 65 хиляди, въпреки значителното увеличение на окупираните територии след тежкото съветско поражение в резултат на неуспешния опит за отвоюване на Харков през май 1942 г. и лятното немско настъпление на южния сектор на Източния фронт през същата година, стигнало до Сталинград и подножието на Кавказ, а през периода 1941 – 1942 г. смъртността сред прехвърлените от НКВД групи в немския тил е 93%, като пълният разгром на партизаните през периода е предотвратен от факта, че поради дългата близо 2000 км фронтова линия и обширната площ на окупираните територии, немците контролират само големите селища и най-важните пътища, а на останалите територии идват откъслечно за събиране на натурални данъци в храни и мобилизиране на принудителни работници и не създават масови въоръжени териториални колаборационистки формирования, като според оценки на историци само в Беларусия в тях са могли да се включат минимум 90 хиляди души. На ефикасността на немската противопартизанска война негативно е влияела и липсата на единни специализирани централно и местни противопартизански командвания и войски, и в резултат борбата с партизаните е поверявана на различни видове части без общо командване, а в по-късните периоди на войната – и свалени от фронта части, които бързо са се връщали, независимо от степента на успех, постигната от операцията, а до края на 1943 г. – и поверяването на ръководството на противопартизанските операции на ръководители на СС и СД, нямащи опит за ръководството на военни операции като цяло. По-късно, през 1943 г., започва масово прехвърляне на големи части на Червената армия в немския тил, със задачата за водене на партизанска война, а от есента на 1942 г. съветските партизани започват да осъществяват насилствена мобилизация на подконтролните си територии, отклонението от която се е наказвало със смърт, и насилствено мобилизираните са били с нисък боен дух и доброволно биха се предали, ако не са се страхували комисарите и немците да не ги разстрелят. С обрата на хода на войната в редовете на партизаните се вливат и бивши колаборационисти, стремящи се да се спасят от разправа – в това число и цели подразделения, както и уплашени от съветско отмъщение след прогонването на немците местни жители, но това предизвиква и прогресивно намаляване на площта на окупираните територии и немците получават възможността да установяват ефикасно управление над все по-големи части от тях, като все по-често срещу партизаните водят сражения редовни немски части, по-добре въроръжени и подготвени от тях, а от пролетта – лятото на 1943 г. немското командване започва да разбира, че партизаните могат да бъдат победени, само ако се организират широкомащабни операции, последвани от въвеждане на тилови съединения на прочистените територии, но войски за това не достигат. Но през 1944 г. немците успяват да концентрират сили за провеждането на серия противопартизански операции, разгромили значителна част от партизанските съединения и накарала останалата част да се укрива в най-периферните райони, като пълният успех на най-мащабната противопартизанска операция „Корморан“, проведена през юни 1944 г. в Минска и Витебска области е предотвратен от започването на Операция „Багратион“ точно преди готвения решителен удар, което принуждава немците до го отменят и да изпратят частите за отблъскване на съветското настъпление. Общата численост на съветските партизани за цялата война е най-много 250 хиляди души – следователно поне 31,176% от партизаните са били от актива на НКВД, а в Украинска ССР максималната едновременна численост на партизаните е била 47789 души, като част от тях са били червеноармейци от други съветски републики, попаднали в УССР по време на Съветско-германската война, а за сравнение само в противосъветската УПА, действаща само в деснобрежна Украйна и в частност в районите, част от Полша до 1939 г., е имало между 90 и 100 хиляди партизани. Невъзвратимите загуби, понесени от партизаните, са най-малко 100 хиляди души – най-малко 40% от състава им, а общият брой убити от тях е най-много 35 хиляди немски и съюзни на Хитлеристка Германия военнослужещи – следователно партизаните са понесли поне 2,86 пъти повече загуби, отколкото са нанесли на силите на Оста.
През 1942 г. е създаден Централен щаб на партизанското движение, който действа до 1944 г., с началник П. К. Пономаренко. На него се подчиняват всички републикански и областни партизански щабове, които ръководителите на ВКП(б) създават по места.